# 電磁鎖

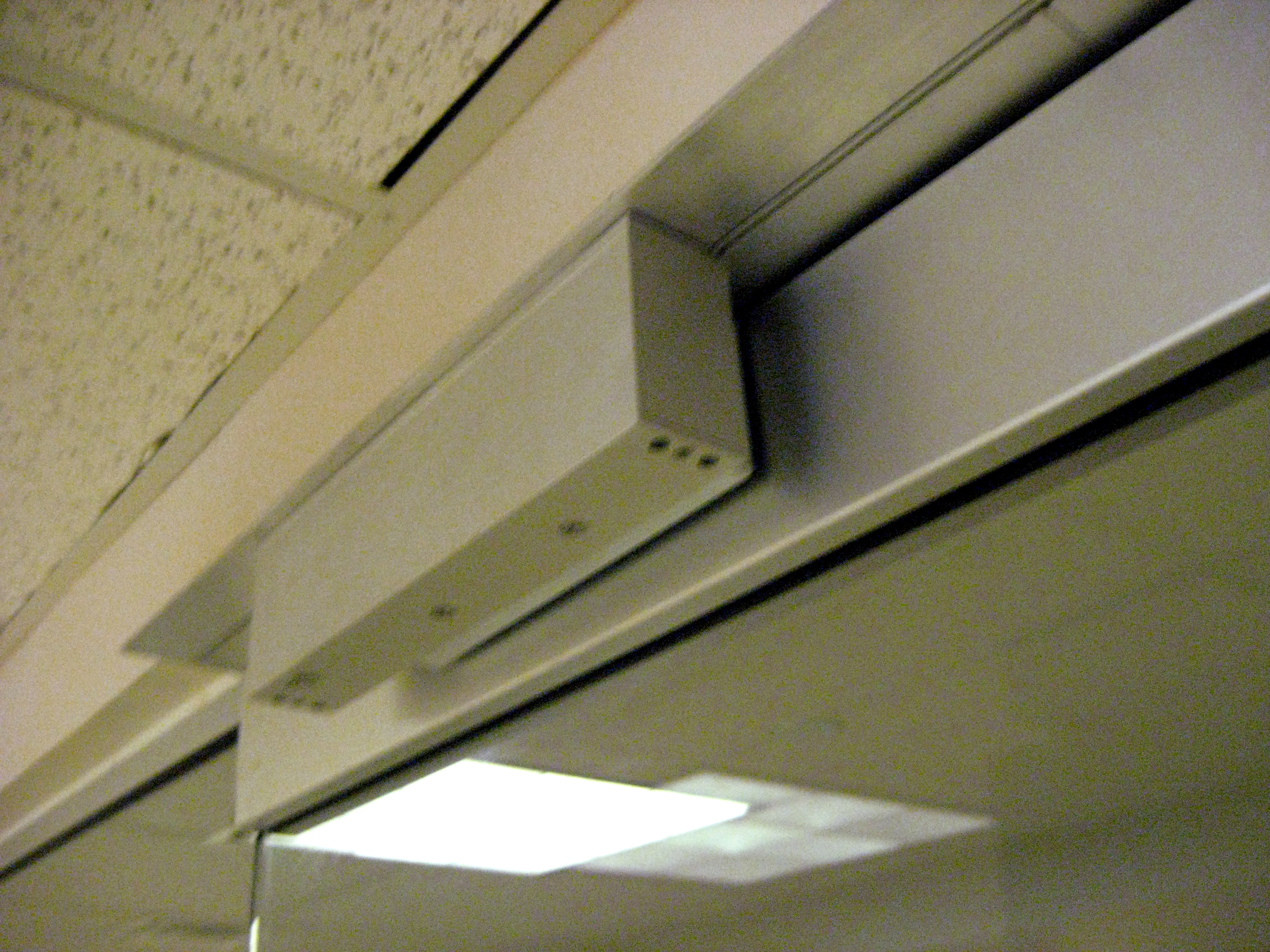
用於自動門上之電磁鎖

電磁鎖，或稱磁力鎖（Magnetic lock），其設計和電磁鐵一樣，是利用電生磁的原理，當電流通過矽鋼片時，電磁鎖會產生強大的吸力緊緊的吸住吸附鐵板達到鎖門的效果。只要小小的電流電磁鎖就會產生莫大的磁力，控制電磁鎖電源的門禁系統識別人員正確後即斷電，電磁鎖失去吸力即可開門。因為電磁鎖沒有複雜的機械結構以及鎖舌的構造，適用在逃生門或是消防門的通路控制。其內部用灌注環氧樹酯（epoxy）保護鎖體。目前電磁鎖的吸力強度以磅為單位，測試的方法是靜態加壓。所謂靜態加壓就是電磁鎖通電後慢慢地逐漸增加對吸附鐵板的拉力，當超出電磁鎖的吸力時瞬間拉開吸附鐵板，此拉力的數據就是電磁鎖的拉力值。而且電磁鎖與吸附鐵板的作用力必須是面對面而且是直線加壓，如此電磁鎖的吸力（Holding Force）才是最大。吸附鐵板因為長時間受電磁鐵的磁力感應有可能被短暫磁化。

## 電磁鎖的特性
電磁鎖的電源必須是DC（直流電），耗電功率大約在6瓦特左右，也就是說12VDC的電源電流約0.5A。一般電磁鎖都具備12/24VDC雙電壓的規格。電磁鎖上鎖原理完全依靠電磁吸力，因為沒有任何機械結構（鎖舌）所以在緊急狀況下不用擔心門被卡死無法逃生的危險，在門禁系統的運用上非常的早而且廣泛。吸附表面愈平滑電磁吸力愈強，但是吸附鐵板的表面同樣平滑二者會造成鏡面表面張力效應，如果再加上磁化效應的話，有可能門無法打開。

## 安裝方式
電磁鎖的安裝方式大部分都是採取外露式安裝。基於安全考量，鎖體、電源線等都是在室內或是隱藏。向內開式（in-swing door）的門或是特殊的門只要外加一些輔助架即可。重點在於電磁鎖與吸附鐵板的作用力必須是面對面而且是直線加壓（collinear load test），如此電磁鎖的吸力（Holding Force）才是最大。絕對不可安裝變成斜線剪力（Shearing Force）。
另需注意的是：吸附鐵板不可以緊緊的固定，必須在吸附鐵板與門扇之間加裝橡膠墊圈，讓吸附鐵板保持微微的浮動，隨時調整與電磁鎖的吸附面。否則只要吸附鐵板與電磁鎖之間有一絲絲的間繫，吸力會大大降低。

## 何謂殘磁
電磁鎖斷電後因為吸附鐵板與鎖體二者的鏡面表面張力和磁化效應，殘留的能量造成吸附鐵板無法瞬間脫離電磁鎖，這種現象稱之為殘磁。依據Australian Government Agencies針對電磁鎖殘磁的規範標準為20 N（牛頓）以下。測試方式是吸附鐵板下方繫一個2.04公斤（約20 N）的重物，看當電磁鎖斷電後吸附鐵板是否能在1秒內自動掉下來。

## 防止殘磁的方式
目前電磁鎖防止殘磁的方式有以下幾種：
- 電磁鎖吸附表面凹槽
- 電磁鎖與吸附鐵板二者之間有橡膠緩衝
- 變更吸附鐵板材質
- 電磁鎖的特性與注意事項

## 電磁鎖拉力等級
電磁鎖拉力等級視需求而設計，目前市面上大約區分為300 LB以下、300 LB、600 LB、800 LB、1200 LB、以及1200 LB以上等級數。使用最多的等級是600 LB（大約是270公斤）

## 優點與缺點

### 優點
只需使用較少的電流即可產生強大的磁力，透過連接門禁系統識別相關人士，系統會先斷電令磁鐵鬆開即可開門，同時電磁鐵設計簡單安裝使用，有些更具有防盗監控功能，如果有人破門而入的話，會觸動警報器，此外，在緊急情況下，按動報警裝置或大廈停電時，門禁會自動斷電，即可推門逃生。

### 缺點
電磁鎖與傳統鎖相比，它們的可承受衝擊力有限，尤其是在由推門方面猛力撞擊時，磁鐵可能會較容易鬆開，成功破門的機會率較高，故此需要安裝防盗系統以防爆竊。另外高溫和高濕度會影響使用壽命，會導致線圈過熱或過濕而減少吸力。